# A*M*E

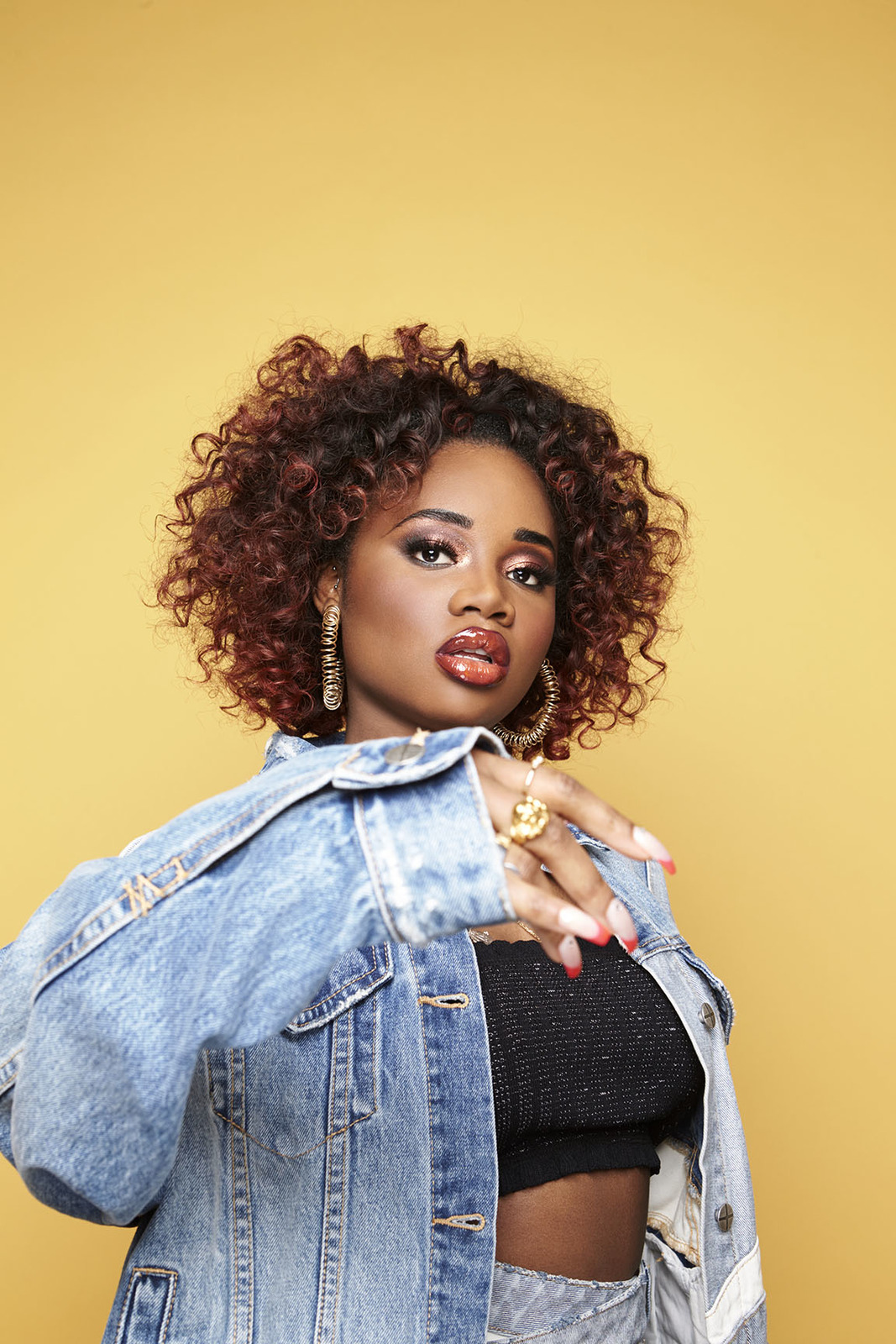
Aminata Kabba (2020)

A*M*E (* 13. Dezember 1994 in Freetown, Sierra Leone; eigentlich Aminata Kabba) ist eine britische Musikerin, Komponistin und Singer-Songwriterin.

## Karriere
2011 nahm Kabba unter dem Pseudonym „A*M*E“ die Single Beautiful Stranger auf, die von f(x) (eine K-Pop-Girlgroup) produziert wurde und in die Top-20 der südkoreanischen Hitparade kam.
Am 9. Dezember 2012 wurde sie für den „Sound of 2013“ nominiert.
2013 brachte sie mit dem Musikproduzent Duke Dumont die Single Need U (100 %) heraus. Das Lied erreichte Platz 1 der britischen Singlecharts.

## Einflüsse und Musikstil
Musikalisch ist A*M*E vor allem von K-Pop-Musikern wie Psy und Big Bang beeinflusst worden.

## Diskografie

### Singles
- 2012: City Lights
- 2012: Ride Or Die
- 2012: Find a Boy (feat. Mic Righteous)
- 2013: One Thousand (mit Cheryl Cole)
- 2013: Need U (100%) (mit Duke Dumont)
- 2013: Play the Game Boy
- 2013: Heartless
- 2013: What’s Going On? (mit Monsieur Adi)
- 2015: Paradigm (mit CamelPhat)
- 2016: My Love 4 U (mit MK)
- 2017: Closer To Love (mit Tough Love)
- 2018: Entirety (mit Shift K3Y)